# هیلی مانائو
هیلی مانائو (انگلیسی: Haleigh Mana'o؛ زادهٔ ۳۱ اوت ۱۹۹۶) بازیکن فوتبال اهل ساموآی آمریکا است.
وی همچنین در تیم ملی فوتبال American Samoa بازی کرده‌است.